# Banjong Pisanthanakun
Bangjong Pisanthanakun, taj. บรรจง ปิสัญธนะกูล (ur. 11 września 1979 w Bangkoku) – tajski reżyser i scenarzysta filmowy. Razem z Parkpoomem Wongpoomem wyreżyserował m.in. horror Shutter-Widmo (2004).

## Filmografia

### Filmy pełnometrażowe
- Shutter – Widmo (2004)
- Alone (2007)
- Phobia (2008)
- Phobia 2 (2009)
- Hello Stranger (2010)
- Medium (2021)

### Filmy krótkometrażowe
- Plao Kao (2000) (8 minut)
- Colorblind (2002) (13 minut)